# Wizardry 8

Wizardry 8 är ett datorspel utvecklat av Sir-Tech och släppt sent under 2001.

## Gameplay
I början av spelet skapar spelaren en grupp av 1-6 karaktärer och kan senare i spelet ta med sig upp till två till. Dessa syns som porträtt på sidan av bildskärmen medan världen och varelser syns i 3D i mitten av bildskärmen. Striderna är turordningsbaserade där de med högst "speed" anfaller först och flest gånger.

### Grafik
Grafiken är i ganska enkel 3D där olika delar är olika avancerade. Träden till exempel är väldigt enkla medan magi använder för tiden hyfsat avancerad datorgrafik. Detta kan förklaras av spelets ovanligt långa utvecklingstid. 
Monster, till skillnad från spelarens karaktärer, målas upp i 3D på bildskärmen och har animationer till allt de kan göra. Spelarens karaktärer har bara trollformelsanimation, där magin syns på bildskärmen men inga händer som kastar den. I avståndsattacker syns endast projektilen, inte det som skickar iväg den. Närstridsattacker syns inte alls, bortsett från att monstren gör den animation som visar att de tagit skada och en siffra visar hur mycket skada som gjorts.